# Uncle
Uncle是一个英文单词，用来称呼父母的兄弟、姐夫和妹夫。此处的兄弟姐妹亦包含同父异母的、同母异父的及继父母带来的兄弟姐妹。在中文中并没有确切的词与之相对应，Uncle所涵盖的范围在中文中则分化为伯父、叔父、姑父、舅父和姨父。Uncle也可以用于对钦佩和敬重的男性长辈的爱称，但日常生活中很少用Uncle来称呼没有亲属关系的人。亲伯父、亲叔父和亲舅父属于二度亲属，有25%的基因重合。如果是父母的同父异母或者同母异父的兄弟，则属于三度亲属，有12.5％的遗传重合。但其他的Uncle通常没有基因重合，因为他并非血亲。
父母的Uncle在英文中一律称为great-uncle（或great uncle、grand-uncle、granduncle）；在中文中，父亲的×父则为×祖父，母亲的×父则为×外祖父。与Uncle相应的女性称谓为Aunt；中文则分化为伯母、叔母、姑母、舅母和姨母。与Uncle相对的称呼（即对Uncle的自称）为Niece或Nephew；在中文中，与父系Uncle（伯父、叔父、姑父）相对的是侄和侄女，与母系Uncle（舅父、姨父）相对的是甥和甥女。

## 文化差异
在某些文化和家庭中，孩子们可以把他们父母的堂兄弟姐妹和表兄弟姐妹称为“Aunt”或“Uncle”。它也是对长辈（包括堂表亲、邻居、熟人、亲密的家庭，有时甚至完全是陌生人）的尊称，类似于中文的阿叔。以这种方式使用该词属于拟亲属关系的形式。
中国传统文化中的亲属称谓更为具体，如伯父、叔父、姑父、舅父、姨父，同时要避免提到长辈的名字。但在西方文化中，通常采用统一称呼（如Uncle）加名字，即使对家中长辈也可直呼其名。西方作品翻译为中文时，通常将Uncle翻译为大叔或叔叔，而非伯父或大伯，如《汤姆叔叔的小屋》、山姆大叔。
大多数语言都与英语类似，对所有父辈亲属的称呼，只区分男女。如英语使用Uncle来表示所有男性的父辈亲属，使用Aunt来表示所有女性的父辈亲属。但在某些文化中，还会按照父系和母系加以区分，如中国文化、阿尔巴尼亚文化、斯拉夫文化及波斯文化。
|              | 伯父  | 叔父    | 舅父     | 舅父     | 姑母     | 姑母      | 姨母     | 姨母   |
| 较年长的     | 伯父  | 叔父    | 较年轻的 | 较年长的 | 较年轻的 | 较年长的  | 较年轻的 |        |
| 波兰语       | stryj | stryjek | wuj      | wujek    | stryjna  | stryjenka | ciotka   | ciocia |
| 阿尔巴尼亚语 | xhajë | xhajë   | dajë     | dajë     | hallë    | hallë     | teze     | teze   |
| 波斯语       | amou  | amou    | daiyee   | daiyee   | ammeh    | ammeh     | khaleh   | khaleh |

此外，某些文化也与中国文化类似，也有不同的词汇来区分父辈的血亲与姻亲。例如，波斯语称叔伯为“amou”，而称他们的妻子为“zan-amou”，意即叔伯的妻子。

## 流行文化中的Uncle
由于在许多文化中Uncle这个词都被赋予了年长但又睿智、友善的形象，该词已被很多人用作充满爱意的昵称。在西藏神话中，阿古登巴（Uncle Tompa）是一个为人熟知且受人爱戴的人物。美国的拟人形象山姆大叔寓意众多美国人父亲般的人物。各种儿童电视节目主持人使用“Uncle”作为他们的昵称，包括沃尔特·迪斯尼（Uncle Walt）、鲍勃·戴维兹（Bob Davidse，Nonkel Bob，Nonkel同Uncle）、埃德温·吕滕（Edwin Rutten，他主持一档儿童节目叫《De Show van Ome Willem》，即威廉Uncle秀）。荷兰诗人Ome Ko也在他的部分笔名中使用了Uncle。
富有、睿智或公正的Uncle也出现在众多虚构作品中。